# Mia Stadig
Ann-Marie Lillemor „Mia” Stadig, po mężu Bredberg (ur. 18 marca 1966 w Sundborn) – szwedzka biathlonistka, medalistka mistrzostw świata.

## Kariera
W zawodach Pucharu Świata zadebiutowała 21 lutego 1985 roku w Egg, zajmując 10. miejsce w biegu indywidualnym. Tym samym już w debiucie zdobyła pierwsze punkty. Nigdy nie stanęła na podium zawodów pucharowych, najlepszy wynik osiągnęła 24 stycznia 1991 roku w Anterselvie, kończąc rywalizację w tej samej konkurencji na czwartej pozycji. Najlepsze wyniki osiągnęła w sezonie 1988/1989, kiedy zajęła 22. miejsce w klasyfikacji generalnej.
Podczas mistrzostw świata w Lahti w 1987 roku wspólnie z Evą Korpelą i Inger Björkbom zdobyła srebrny medal w sztafecie. Była też między innymi dziewiąta w biegu indywidualnym na mistrzostwach świata w Lahti cztery lata później.
Brała też udział w igrzyskach olimpijskich w Albertville w 1992 roku, zajmując 33. miejsce w biegu indywidualnym, 14. w sprincie i 6. w sztafecie.

## Osiągnięcia

### Igrzyska olimpijskie
| Rok  | Miejscowość | Konkurencje | Konkurencje | Konkurencje | Konkurencje | Konkurencje | Konkurencje | Konkurencje |
| Rok  | Miejscowość | IN          | SP          | PU          | MS          | RL          | MR          | SR          |
| ---- | ----------- | ----------- | ----------- | ----------- | ----------- | ----------- | ----------- | ----------- |
| 1992 | Albertville | 33.         | 14.         | nd.         | nd.         | 6.          | nd.         | –           |

### Mistrzostwa świata
| Rok  | Miejscowość            | Konkurencje | Konkurencje | Konkurencje | Konkurencje | Konkurencje | Konkurencje | Konkurencje |
| Rok  | Miejscowość            | IN          | SP          | PU          | MS          | RL          | MR          | SR          |
| ---- | ---------------------- | ----------- | ----------- | ----------- | ----------- | ----------- | ----------- | ----------- |
| 1985 | Egg                    | 15.         | 16.         | nd.         | nd.         | –           | nd.         | –           |
| 1986 | Falun                  | 14.         | –           | nd.         | nd.         | –           | nd.         | –           |
| 1987 | Lahti                  | 11.         | 18.         | nd.         | nd.         | 2.          | nd.         | –           |
| 1988 | Chamonix               | 17.         | –           | nd.         | nd.         | –           | nd.         | –           |
| 1989 | Feistritz              | 16.         | 24.         | nd.         | nd.         | 7.          | nd.         | –           |
| 1990 | Oslo/Mińsk/Kontiolahti | –           | 18.         | nd.         | nd.         | 5.          | nd.         | –           |
| 1991 | Lahti                  | 9.          | 27.         | nd.         | nd.         | 10.         | nd.         | –           |

### Puchar Świata

#### Miejsca w klasyfikacji generalnej
| Sezon     | Miejsce |
| --------- | ------- |
| 1984/1985 | ?       |
| 1985/1986 | ?       |
| 1986/1987 | ?       |
| 1987/1988 | ?       |
| 1988/1989 | 22.     |
| 1989/1990 | 53.     |
| 1990/1991 | 33.     |
| 1991/1992 | 30.     |